# Vivien Carey
Vivien Carey ist eine britische Filmproduzentin.

## Biografie
Vivien Carey produzierte zusammen mit ihrem Ehemann, dem Filmregisseur und Drehbuchautor Patrick Carey, 1968 den in Irland entstandenen dokumentarischen Kurzfilm Errigal sowie den 1970 in Irland entstandenen dokumentarischen Kurzfilm Oisín, der bei der Oscarverleihung 1971 für den Oscar in der Kategorie bester Dokumentar-Kurzfilm nominiert war.